# Episodi di Kate e Allie (quarta stagione)
La quarta stagione della serie televisiva Kate e Allie è stata trasmessa in anteprima negli Stati Uniti d'America dalla CBS tra il 22 settembre 1986 e il 18 maggio 1987.
| nº | Titolo originale           | Titolo italiano | Prima TV USA      | Prima TV Italia |
| -- | -------------------------- | --------------- | ----------------- | --------------- |
| 1  | The Trouble with Jason     |                 | 22 settembre 1986 |                 |
| 2  | Found Money                |                 | 29 settembre 1986 |                 |
| 3  | The Bully                  |                 | 6 ottobre 1986    |                 |
| 4  | General Hospital           |                 | 13 ottobre 1986   |                 |
| 5  | Rx for Love                |                 | 20 ottobre 1986   |                 |
| 6  | Halloween II               |                 | 27 ottobre 1986   |                 |
| 7  | Jennie & Jason             |                 | 3 novembre 1986   |                 |
| 8  | Bringing Up Charles        |                 | 10 novembre 1986  |                 |
| 9  | Emma's Coming Out Party    |                 | 24 novembre 1986  |                 |
| 10 | Stage Mother               |                 | 1º dicembre 1986  |                 |
| 11 | The Goodbye Girl           |                 | 8 dicembre 1986   |                 |
| 12 | Dates of Future Past       |                 | 15 dicembre 1986  |                 |
| 13 | The Gift of the Magi       |                 | 5 gennaio 1987    |                 |
| 14 | Allie's Graduation         |                 | 26 gennaio 1987   |                 |
| 15 | Upstairs, Downstairs       |                 | 2 febbraio 1987   |                 |
| 16 | Emma Goes to College       |                 | 9 febbraio 1987   |                 |
| 17 | Allie and the Three Wolves |                 | 16 febbraio 1987  |                 |
| 18 | Louis in Love              |                 | 23 febbraio 1987  |                 |
| 19 | Reruns                     |                 | 2 marzo 1987      |                 |
| 20 | Send Me No Flowers         |                 | 16 marzo 1987     |                 |
| 21 | Dearly Beloved             |                 | 23 marzo 1987     |                 |
| 22 | Allie on Strike            |                 | 6 aprile 1987     |                 |
| 23 | Kate Quits                 |                 | 4 maggio 1987     |                 |
| 24 | Charles' Dinner            |                 | 11 maggio 1987    |                 |
| 25 | Allie's Surprise Party     |                 | 18 maggio 1987    |                 |